# Новокубанка (Одесская область)
Новокубанка (укр. Новокубанка) — село, относится к Лиманскому району Одесской области Украины.
Население по переписи 2001 года составляло 109 человек. Почтовый индекс — 67561. Телефонный код — 4855. Занимает площадь 0,54 км². Код КОАТУУ — 5122782605.

## Местный совет
67560, Одесская обл., Лиманский р-н, с. Красносёлка, ул. Набережная, 82